# Mésosphère
Pour les articles homonymes, voir Mésosphère (homonymie).

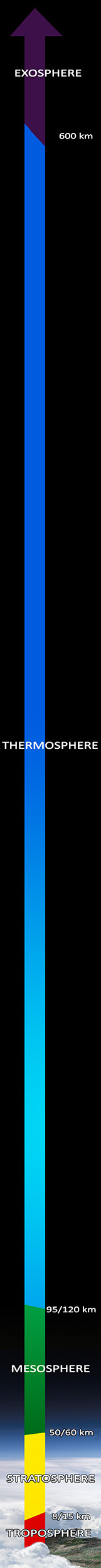
Schéma des couches de l'atmosphère (à l’échelle). La mésosphère compte pour environ 0,1 % de l'atmosphère.

La mésosphère est la couche de l'atmosphère terrestre comprise entre la stratosphère (au-dessous) et la thermosphère (au-dessus). Sa limite inférieure, la stratopause, se situe à une altitude d'environ 50 km et sa limite supérieure, la mésopause, vers 80 km.
C'est une zone de transition entre la Terre et l'espace. En y pénétrant, pour descendre sur Terre, les météorites, satellites, etc. s'échauffent contre les quelques particules d'air qu'ils rencontrent et sont détruits avant d'atteindre le sol, sauf pour les plus grosses pièces. Les vaisseaux habités, navettes spatiales, capsules Soyouz, doivent être protégés pour pouvoir passer cette couche qui va les freiner partiellement, avant d'atteindre le sol en douceur.
C'est dans cette zone atmosphérique que parfois des flashes lumineux nommés phénomènes lumineux éphémères se produisent au-dessus des cumulonimbus. La manifestation fugace (quelques dizaines de millisecondes) de ce phénomène est une source de rayonnements gamma[réf. nécessaire] qui serait liée à des champs électrostatiques de très basses fréquences (ELF et VLF) compris entre 3 Hz et 3 kHz et déclenchés par le bombardement du rayonnement cosmique. 
Située à une altitude à la fois trop haute pour être étudiée par les aéronefs, et trop basse pour être visitée par les satellites artificiels, la mésosphère n'a pu jusqu'à présent être observée que par les fusées sondes. De ce fait, certains l'appellent par boutade l'ignorosphère car il s'agit de la couche la plus mal connue de l'atmosphère terrestre.